# Saint John Emile Clavering Hankin
Saint John Emile Clavering Hankin, född den 25 september 1869 i Southampton, död för egen hand den 15 juni 1909 i River Ithon, var en engelsk författare. 
Hankin medarbetade i Punch, Saturday Review, Times med flera tidningar, bland annat som teaterkritiker. Han debuterade 1902 med lustspelet The two mr Wetherbys och skrev sedan sex komedier, av vilka bör nämnas The return of the prodigal (1905), The charity that began at home (1906), The last of the de Mullins och The Cassilis engagement (1907). Hankin var en ironisk natur, vars dramatik är full av ofta beskt kritiska iakttagelser av vardagsmänniskorna. 